# Braze
Braze, Inc. — американская компания-разработчик облачного программного обеспечения, базирующаяся в Нью-Йорке, с дополнительными офисами в Сан-Франциско, Лондоне, Сингапуре, Чикаго и Токио. Это платформа взаимодействия с клиентами, используемая предприятиями для многоканального маркетинга.
Braze обеспечивает автоматизацию мобильного маркетинга для Domino’s Pizza, SoundCloud, HBO Max и Urban Outfitters. Компания также работала с Burger King над их кампанией Whopper Detour, Babylon Health, Grubhub, NASCAR и CleanChoice Energy.

## История
Первоначальное название компании Appboy. Компания была создана в 2011 году Биллом Магнусоном, Джоном Хайманом и Марком Гермезианом. Все трое встретились после того, как Магнусон и Хайман выиграли хакатон NYC Disrupt Hackathon 2011 года для Gilt-ii. Трио привлекло 3 миллиона долларов от инвесторов для создания компании. С 1 января 2017 года Марк Гермезиан перешел с поста генерального директора на пост исполнительного председателя, Билл Магнусон перешел с роли технического директора на роль генерального директора, а Джон Хайман перешел из ИТ-директора на пост технического директора.
В августе 2017 года компания получила 50 миллионов долларов в рамках финансирования серии D, а позже в том же году Appboy был переименован в Braze, Inc.
В 2018 году компания запустила Braze Alloys, сеть из приложений для интеграции с такими компаниями, как Segment, mParticle и Amplitude. Компания также открыла офис в Сингапуре.
В 2019 году Braze добавил Google AMP для электронной почты и получил годовой доход в размере 100 миллионов долларов.
В 2020 году Braze бойкотировал рекламу в Facebook и призвал другие бренды делать то же самое в отношении методов модерации контента.